# TSG Rheda
Die TSG Rheda (vollständiger Name: Turn- und Sportgemeinde Schwarz-Gelb von 1861 e. V. Rheda) ist ein Sportverein aus Rheda-Wiedenbrück im Kreis Gütersloh. Die erste Fußballmannschaft spielte in den 1950er und 1960er Jahren in der höchsten westfälischen Amateurliga.

## Geschichte
Der Verein wurde im Juni 1861 als Turngemeinde von 1861 Rheda gegründet. Im Jahre 1908 gründeten sich die Fußballvereine Merkuria Rheda und Viktoria Rheda, die sich am 19. Februar 1919 mit der Turngemeinde von 1861 Rheda zur Sport- und Turngemeinde von 1861 Rheda zusammenschlossen. Im Rahmen der reinlichen Scheidung trennten sich die Fußballer als SV Schwarz-Gelb Rheda wieder ab. Am 11. Juni 1938 fusionierten die Turngemeinde von 1861 Rheda, der SV Schwarz-Gelb Rheda, und der Tischtennisclub Rot-Weiß Rheda zur heutigen Turn- und Sportgemeinde Schwarz-Gelb Rheda.
Die TSG Rheda ist der älteste Sportverein der Stadt und bietet die Sportarten Badminton, Boule, Handball, Judo, Kegeln, Radsport, Schwimmen, Skat, Tischtennis und Turnen an. Die Turner bilden seit dem Jahre 2013 mit den Kollegen der Spvg Steinhagen die Kunstturnvereinigung Alt Ravensberg. Diese gewann ein Jahr später in Halle an der Saale den Bundespokal der Vereinsmannschaften. In früheren Zeiten gab es noch die Sportarten Faustball, Gymnastik, Leichtathletik, Motor- und Segelflug, Schwerathletik, Triathlon und Wasserball sowie eine Theatergruppe. Die Abteilung Motor- und Segelflug trennte sich im Jahre 1970 von der TSG Rheda und gründete den Flugsportverein Rheda.

## Fußball

### Sportliche Entwicklung
Die Fußballabteilung hatte nach dem Zweiten Weltkrieg ihre erfolgreichste Zeit. 1948 wurde die TSG Rheda Meister des Kreises Wiedenbrück und stieg in die Bezirksklasse auf. Im gleichen Jahr trugen die Rhedaer ein Freundschaftsspiel gegen Hertha BSC aus. Nach drei dritten Plätzen in Folge gelang im Jahre 1953 der Aufstieg in die Landesliga, die seinerzeit die höchste westfälische Amateurliga war. Die Entscheidung fiel im direkten Duell gegen den Verfolger Grün-Weiß Bielefeld durch eine direkt verwandelte Ecke von Willy Röwekamp. Drei Jahre später verpassten die Rhedaer die Qualifikation für die neu geschaffene Verbandsliga Westfalen. Daraufhin wurde die TSG Rheda in die Landesligastaffel 5 versetzt und traf dort auf Vereine aus dem östlichen Ruhrgebiet. Zwei Jahre später wurden die Mannschaft Meister und stiegen in die Verbandsliga auf. Mit dem fünften Platz in der Verbandsligasaison 1958/59 erreichte der Rhedaer Fußball seinen sportlichen Zenit. Ein Jahr später stieg die TSG mit zwei Punkten Rückstand auf die Hammer SpVg ab und schaffte 1961 mit sieben Punkten Vorsprung auf SuS Lage den direkten Wiederaufstieg.
Der Klassenerhalt wurde jedoch verpasst. Der SVA Gütersloh, den die Rhedaer im Saisonverlauf noch mit 5:0 schlagen konnte, hatte in der Endabrechnung einen Punkt mehr. Bis 1968 hielt sich die TSG Rheda noch in der Landesliga, ehe die Mannschaft nach einer Entscheidungsspielniederlage gegen Arminia Bockum-Hövel in die Bezirksliga absteigen musste. Nach einigen Jahren des Mittelmaßes in der Bezirksliga stieg die TSG im Jahre 1977 gar in die Kreisliga ab, nachdem die Rhedaer das Entscheidungsspiel gegen den Abstieg mit 0:2 gegen Viktoria Rietberg verloren. Fünf Jahre später gelang der Wiederaufstieg in die Bezirksliga, ehe im Jahre 1985 der erneute Abstieg in die Kreisliga erfolgte. Ein Jahr später kehrten die Rhedaer erneut in die Bezirksliga zurück und wurden in den ersten beiden Jahren jeweils Vizemeister hinter dem SC Westtünnen bzw. hinter dem VfB Schloß Holte. Anschließend rutschte die TSG Rheda ins Mittelmaß zurück und beendete ihre letzte Saison 1991/92 auf Platz zehn.

### Erfolge
- Meister der Landesliga Westfalen: 1958 (Staffel 5), 1961 (Staffel 1)
- Meister der Bezirksklasse Westfalen: 1953 (Staffel 1)
- Meister der Kreisliga A Gütersloh: 1982, 1986

### Stadion
Heimspielstätte der TSG Rheda war die TSG-Kampfbahn am Reinkenweg. Das Stadion liegt nördlich der Gütersloher Straße auf der anderen Seite des Stadtparks. Während in früheren Zeiten bis zu 10.000 Zuschauer die Spiele verfolgen konnten liegt die Kapazität heute bei rund 4500 Plätzen. Im Jahre 1969 trug die DJK Gütersloh seine Heimspiele in der Aufstiegsrunde zur seinerzeit zweitklassigen Regionalliga West in der TSG-Kampfbahn aus. Drei Jahre später wich der SVA Gütersloh für seine Heimspiele in der Regionalliga West in die TSG-Kampfbahn aus, da das heimische Heidewaldstadion in Gütersloh umgebaut wurde.

### Persönlichkeiten
- Heinz-Werner Eggeling, zuvor Bundesligaspieler beim VfL Bochum, Eintracht Braunschweig, Bayer 05 Uerdingen und Borussia Dortmund
- Heinz Frymark, später Oberligaspieler beim Duisburger SpV
- Werner Hesse, später Bundesligaspieler beim 1. FC Saarbrücken und deutscher B-Nationalspieler
- Norbert Röwekamp, später Zweitligaspieler bei der DJK Gütersloh
- Bernhard Wessel, später Bundesligaspieler bei Borussia Dortmund

### Platzierungen
Grün unterlegte Platzierungen kennzeichnen einen Aufstieg, rot unterlegte einen Abstieg.
| Spielzeit | Liga                      | Level | Platz |
| --------- | ------------------------- | ----- | ----- |
| 1948/49   | Bezirksklasse Westfalen 1 | III   | 07.   |
| 1949/50   | Bezirksklasse Westfalen 1 | IV    | 03.   |
| 1950/51   | Bezirksklasse Westfalen 1 | V     | 03.   |
| 1951/52   | Bezirksklasse Westfalen 1 | V     | 03.   |
| 1952/53   | Bezirksklasse Westfalen 1 | IV    | 01.   |
| 1953/54   | Landesliga Westfalen 1    | III   | 09.   |
| 1954/55   | Landesliga Westfalen 1    | III   | 13.   |
| 1955/56   | Landesliga Westfalen 1    | III   | 11.   |
| 1956/57   | Landesliga Westfalen 5    | IV 1  | 04.   |
| 1957/58   | Landesliga Westfalen 5    | IV    | 01.   |
| 1958/59   | Verbandsliga Westfalen 1  | III   | 05.   |
| 1959/60   | Verbandsliga Westfalen 1  | III   | 14.   |
| 1960/61   | Landesliga Westfalen 1    | IV    | 01.   |
| 1961/62   | Verbandsliga Westfalen 1  | III   | 13.   |
| 1962/63   | Landesliga Westfalen 5    | IV    | 09.   |

| Spielzeit | Liga                      | Level | Platz |
| --------- | ------------------------- | ----- | ----- |
| 1963/64   | Landesliga Westfalen 5    | IV    | 05.   |
| 1964/65   | Landesliga Westfalen 5    | IV    | 12.   |
| 1965/66   | Landesliga Westfalen 5    | IV    | 07.   |
| 1966/67   | Landesliga Westfalen 5    | IV    | 11.   |
| 1967/68   | Landesliga Westfalen 5    | IV    | 14.   |
| 1968/69   | Bezirksklasse Westfalen 2 | V     | 03.   |
| 1969/70   | Bezirksklasse Westfalen 2 | V     | 08.   |
| 1970/71   | Bezirksklasse Westfalen 2 | V     | 05.   |
| 1971/72   | Bezirksklasse Westfalen 2 | V     | 05.   |
| 1972/73   | Bezirksklasse Westfalen 2 | V     | 04.   |
| 1973/74   | Bezirksklasse Westfalen 2 | V     | 10.   |
| 1974/75   | Bezirksklasse Westfalen 2 | V     | 06.   |
| 1975/76   | Bezirksklasse Westfalen 2 | V     | 11.   |
| 1976/77   | Bezirksklasse Westfalen 2 | V     | 14.   |
| 1977/78   | Kreisliga A Gütersloh     | VI    | 07.   |

| Spielzeit | Liga                    | Level | Platz |
| --------- | ----------------------- | ----- | ----- |
| 1978/79   | Kreisliga A Gütersloh   | VII 2 | 08.   |
| 1979/80   | Kreisliga A Gütersloh   | VII   | 04.   |
| 1980/81   | Kreisliga A Gütersloh   | VII   | 02.   |
| 1981/82   | Kreisliga A Gütersloh   | VII   | 01.   |
| 1982/83   | Bezirksliga Westfalen 2 | VI    | 07.   |
| 1983/84   | Bezirksliga Westfalen 2 | VI    | 06.   |
| 1984/85   | Bezirksliga Westfalen 2 | VI    | 16.   |
| 1985/86   | Kreisliga A Gütersloh   | VII   | 01.   |
| 1986/87   | Bezirksliga Westfalen 9 | VI    | 02.   |
| 1987/88   | Bezirksliga Westfalen 2 | VI    | 02.   |
| 1988/89   | Bezirksliga Westfalen 9 | VI    | 05.   |
| 1989/90   | Bezirksliga Westfalen 9 | VI    | 10    |
| 1990/91   | Bezirksliga Westfalen 9 | VI    | 12.   |
| 1991/92   | Bezirksliga Westfalen 9 | VI    | 10.   |

## Nachfolgeverein FSC Rheda

### Sportliche Entwicklung
Im Jahre 1992 fusionierte die Fußballabteilung von Schwarz-Gelb mit der Fußballabteilung des Vereins DJK Grün-Weiß Rheda zum FSC Rheda, der seine Heimspiele auf der TSG-Kampfbahn am Reinkenweg austrägt. Der Verein DJK Grün-Weiß Rheda wurde im Jahre 1920 gegründet und später von den Nationalsozialisten verboten. Erst im Jahre 1953 erfolgte die Neugründung. Sportlich erreichten die DJK-Fußballer von 1973 bis 1975 sowie von 1977 bis 1979 die 1. Kreisklasse Wiedenbrück bzw. die Kreisliga A Gütersloh.
Die erste Mannschaft übernahm dabei den Platz der TSG Rheda in der Bezirksliga und schaffte im Jahre 1997 den Aufstieg in die Landesliga. Nachdem die Mannschaft in der Aufstiegssaison 1997/98 noch knapp den Klassenerhalt geschafft hatte, wurden die Rhedaer dann 1999 unter Trainer Dietrich Wedegärtner Vizemeister der Landesligastaffel 5 hinter dem VfB Marsberg. In einer Aufstiegsrunde der Vizemeister schafften die Rhedauer gemeinsam mit dem FC Rhade den Aufstieg in die Verbandsliga und setzten sich gegen den TuS Jöllenbeck, den TuS Erndtebrück und den VfL Schwerte durch. Der Klassenerhalt misslang knapp. Am Ende fehlten zwei Punkte auf den VfB Marsberg.
Anschließend geriet der FSC Rheda in große finanzielle Schwierigkeiten. Vier Abstiege in Folge führten den Verein im Jahre 2003 in die Kreisliga B. Dort konnte sich der Verein erholen und schaffte im Jahre 2007 nach zwei Aufstiegen in Folge den Sprung in die Bezirksliga. In den Jahren 2009, 2016 und 2018 erreichten die Rhedaer jeweils Platz vier. Im Jahre 2020 wurde der FSC Rheda Vizemeister hinter dem TuS Dornberg, bevor drei Jahre später der Aufstieg in die Landesliga gelang. Die Landesliga war nur eine Zwischenstation, denn den Rhedaern gelang in der folgenden Saison 2023/24 der Durchmarsch in die Westfalenliga.

### Erfolge
- Aufstieg in die Westfalenliga: 1999, 2024
- Meister der Landesliga Westfalen: 2024 (Staffel 1)
- Meister der Bezirksliga Westfalen: 1997, 2023 (Staffel 2)

### Persönlichkeiten
- Fouad Aghnima, deutscher Futsalnationalspieler
- Lukas Demming, wurde Drittligaspieler beim SC Verl
- Markus Graskamp, wurde Bundesligatrainer beim FSV Gütersloh 2009
- Sandro Jurado García, deutscher Futsalnationalspieler
- Kadir Sentürk, deutscher Futsalnationalspieler
- Patrick Mainka, wurde Bundesligaspieler beim 1. FC Heidenheim
- Berkay Yilmaz, Futsalspieler

### Platzierungen
Grün unterlegte Platzierungen kennzeichnen einen Aufstieg, rot unterlegte einen Abstieg. Bei gelb unterlegten Platzierungen hat sich die Mannschaft für eine Aufstiegsrunde qualifiziert.
| Spielzeit | Liga                     | Level | Platz |
| --------- | ------------------------ | ----- | ----- |
| 1992/93   | Bezirksliga Westfalen 2  | VI    | 11.   |
| 1993/94   | Bezirksliga Westfalen 9  | VI    | 03.   |
| 1994/95   | Bezirksliga Westfalen 9  | VII   | 11.   |
| 1995/96   | Bezirksliga Westfalen 2  | VII   | 08.   |
| 1996/97   | Bezirksliga Westfalen 2  | VII   | 01.   |
| 1997/98   | Landesliga Westfalen 5   | VI    | 13.   |
| 1998/99   | Landesliga Westfalen 5   | VI    | 02.   |
| 1998/99   | Aufstiegsrunde           | VI    | 01.   |
| 1999/00   | Verbandsliga Westfalen 1 | V     | 14.   |
| 2000/01   | Landesliga Westfalen 5   | VI    | 15.   |
| 2001/02   | Bezirksliga Westfalen 9  | VII   | 17.   |
| 2002/03   | Kreisliga A Gütersloh    | VIII  | 16.   |

| Spielzeit | Liga                    | Level  | Platz |
| --------- | ----------------------- | ------ | ----- |
| 2003/04   | Kreisliga B2 Gütersloh  | IX     | 02.   |
| 2004/05   | Kreisliga B2 Gütersloh  | IX     | 02.   |
| 2005/06   | Kreisliga B2 Gütersloh  | IX     | 01.   |
| 2006/07   | Kreisliga A Gütersloh   | VIII   | 01.   |
| 2007/08   | Bezirksliga Westfalen 2 | VII    | 07.   |
| 2008/09   | Bezirksliga Westfalen 2 | VIII 3 | 04.   |
| 2009/10   | Bezirksliga Westfalen 2 | VIII   | 08.   |
| 2010/11   | Bezirksliga Westfalen 2 | VIII   | 05.   |
| 2011/12   | Bezirksliga Westfalen 2 | VIII   | 06.   |
| 2012/13   | Bezirksliga Westfalen 2 | VIII   | 09.   |
| 2013/14   | Bezirksliga Westfalen 2 | VIII   | 08.   |
| 2014/15   | Bezirksliga Westfalen 2 | VIII   | 09.   |

| Spielzeit | Liga                    | Level | Platz |
| --------- | ----------------------- | ----- | ----- |
| 2015/16   | Bezirksliga Westfalen 2 | VIII  | 04.   |
| 2016/17   | Bezirksliga Westfalen 2 | VIII  | 09.   |
| 2017/18   | Bezirksliga Westfalen 2 | VIII  | 04.   |
| 2018/19   | Bezirksliga Westfalen 2 | VIII  | 09.   |
| 2019/20   | Bezirksliga Westfalen 2 | VIII  | 02.   |
| 2020/21   | Bezirksliga Westfalen 2 | VIII  | – 4   |
| 2021/22   | Bezirksliga Westfalen 2 | VIII  | 03.   |
| 2022/23   | Bezirksliga Westfalen 2 | VIII  | 01.   |
| 2023/24   | Landesliga Westfalen 1  | VII   | 01.   |
| 2024/25   | Westfalenliga 1         | VI    | 11.   |